# Constexpr
constexpr是C++11引入的关键字，用于编译时的常量与常量函数。
声明为constexpr函数的意义是：如果其参数均为合适的编译期常量，则对这个constexpr函数的调用就可用于期望常量表达式的场合（如模板的非类型参数，或枚举（enum）常量的值）。如果参数的值在运行期才能确定，或者虽然参数的值是编译期常量，但不匹配这个函数的要求，则对这个函数调用的求值只能在运行期进行。

## 简介
C++编译时可确定常量表达式的结果，因此可在编译时优化。C++规范在一些地方要求使用常量表达式，如声明数组的维数。但常量表达式不允许包含函数调用或者对象构造。因此下述代码无效：
```
int
 
get_five
()
 
{
return
 
5
;}

int
 
some_value
[
get_five
()
 
+
 
7
];
 
// 创建包含12个整数的数组. C++03中非法，因为get_five() + 7不是常量表达式

```

C++11引入了关键字constexpr，允许编程者保证函数或对象的构造函数是编译时常量。上述代码可以改写为：
```
constexpr
 
int
 
get_five
()
 
{
return
 
5
;}

int
 
some_value
[
get_five
()
 
+
 
7
];
 
// Create an array of 12 integers. Valid C++11

```

constexpr函数必须满足下述限制：
- 函数值不能是void类型
- 函数体不能声明变量或定义新的类型
- 函数体只能包含声明、null语句或者一段return语句
- 在形参实参结合后，return语句中的表达式为常量表达式

C++11去掉了const variable必须是整型（Integral Type）或者枚举型別的限制，只要是用于关键字constexpr定义即可：
```
constexpr
 
double
 
earth_gravitational_acceleration
 
=
 
9.8
;

constexpr
 
double
 
moon_gravitational_acceleration
 
=
 
earth_gravitational_acceleration
 
/
 
6.0
;

```

这些variable必须用常量表达式初始化。
为构造用户定义类型的常量表达式，构造函数必须用constexpr声明，函数体仅包含声明或null语句，不能声明变量或定义类型。因此，构造函数的实参值应该是常量表达式，直接初始化类的数据成员。析构函数是平凡的。类型的拷贝构造函数应该也定义为constexpr，以允许constexpr函数返回一个该类型的对象。类型的成员函数都应该是constexpr。
constexpr函数或构造函数的实参值如果不是常量表达式，那么调用行为与结果就不是常量表达式。
C++14放松了这些限制。声明为constexpr的函数可以含有以下内容：
- 任何声明，除了：
  - static或thread_local变量。
  - 没有初始化的变量声明。
- 条件分支语句if和switch。
- 所有的迴圈语句，包括基于范围的for迴圈。
- 表达式可以改变一个对象的值，只需该对象的生命期在声明为constexpr的函数内部开始。包括对有constexpr声明的任何非const非静态成员函数的调用。

goto仍然不允许在constexpr函数中出现。
constexpr支持编译期的递归。例如，可以写一个constexpr函数计算斐波那契数列。
此外，C++11指出，所有被声明为constexpr的非静态成员函数也隐含声明为const（即函数不能修改*this的值）。C++14已经删除此点，非静态成员函数可以为非const。

## 示例代码
```
// C++98/03

template
 
<
int
 
N
>

struct
 
Factorial_Cpp03

{

    
const
 
static
 
int
 
value
 
=
 
N
 
*
 
Factorial_Cpp03
<
N
 
-
 
1
>::
value
;

};

template
 
<>

struct
 
Factorial_Cpp03
<
0
>

{

    
const
 
static
 
int
 
value
 
=
 
1
;

};

// C++11

constexpr
 
int
 
factorial_Cpp11
(
int
 
n
)

{

    
return
 
n
 
==
 
0
 
?
 
1
 
:
 
n
 
*
 
factorial_Cpp11
(
n
 
-
 
1
);

}

// C++14

constexpr
 
int
 
factorial_Cpp14
(
int
 
n
)

{

    
int
 
result
 
=
 
1
;

    
for
 
(
int
 
i
 
=
 
1
;
 
i
 
<=
 
n
;
 
++
i
)

        
result
 
*=
 
i
;

    
return
 
result
;

}

int
 
main
()

{

    
static_assert
(
Factorial_Cpp03
<
3
>::
value
 
==
 
6
,
 
"error"
);

    
static_assert
(
factorial_Cpp11
(
3
)
 
==
 
6
,
 
"error"
);

    
static_assert
(
factorial_Cpp14
(
3
)
 
==
 
6
,
 
"error"
);

    
return
 
0
;

}

```